# Мамедов, Захид Фаррух оглы
Захид Фаррух оглы Мамедов (азерб. Zahid Fərrux oğlu Məmmədov; род. 31 марта 1965, Баку) — известный азербайджанский учёный, доктор экономических наук, профессор.

## Биография
Захид Мамедов родился 31 марта 1965 года в городе Баку Азербайджанской ССР. Окончил Санкт-Петербургский государственный университет экономики и финансов (Бакинский филиал).
Работает директор департамента  "организация и управление научной деятельностью Азербайджанского  экономического униеверситета, профессор.
Является членом редакционного совета международного издания «Вестник Финансовой Академии» при Правительстве РФ
.
ОБРАЗОВАНИЕ:
1988    Окончил с дипломом отличия финансово-кредитный факультет Бакинского филиала Ленинградского финансово-экономического института по специальности «Финансы-кредит».
1990    Был зачислен в целевую аспирантуру Санкт-Петербургского финансового университета, на кафедру «Денежное обращение и банковское дело», поступил в аспирантуру Азербайджанского института народного хозяйства.
1993    Досрочно защитив в 1993 –м году диссертационную работу на тему: «Основные направления развития кредитной системы Турции», по решению действующего в этом университете специализированного совета был удостоен ученого звания кандидат экономических наук (по шифру финансы, денежное обращение и кредит).
1994    В 1994-1998 гг. был зачислен в целевую докторантуру в университет Мармара, Турецкая Республика по специальности Банковское дело.
1998    По решению специализированной комиссии по докторской диссертации по специальности Банковское дело и финансы в Университете Мармара (Турецкая Республика) был вручен диплом доктора наук в области банковского дела и финансовых наук
2001    По решению Высшей Аттестационной Комиссии АР присуждено ученое звание доцента
2003-2006      Учился в докторантуре Санкт–Петербургского государственного финансово-экономического университета
2006    Защитил докторскую диссертацию по специальности 08.00.10 «Финансы, денежное обращение и кредит» в Санкт-Петербургском государственном финансово-экономическом университете.
2007    По решению Государственной Высшей Аттестационной Комиссии Российской Федерации получил ученую степень доктора экономических наук.
2008    Повторно пройдя аттестацию в Высшей Аттестационной Комиссии АР,  был удостоен диплома доктора наук АР
2012    Получил ученое звание профессора  решением Высшей Аттестационной Комиссии при президенте АР.
Трудовая деятельность
1998    Был принят на работу как молодой специалист в Ленинградский финансово-экономический институт на основе направления Министерства образования РСФСР под номером 585.
1993-1994      Был назначен на должность преподавателя в Санкт-Петербургский финансово-экономический университет и заместителя директора Трастового Центра Депозитарного Клиринга Санкт-Петербургской Фондовой биржи.
1994-2001      Работал на должности старшего преподавателя кафедры «Банковское дело» UNEC.
2001-2011      Работал на должности доцента, на кафедре «Банковское дело» UNEC. Кроме этого работал на должности финансового консультанта председателя на нескольких крупных фирмах и холдингах
2011-2013      Работал на должности профессора кафедры «Банковское дело» UNEC.
02.07.2013 – 02.2016 Работает на должности заведующего кафедры «Банковское дело» UNEC.
03.2016 -2018  Заведующий отделом Науки Азербайджанского государственного экономического университета
2018    Директор департамента организации и управления научной деятельностью
По решению Ученого совета Санкт-Петербургской академии экономики и управления ( от 06.12.2010 ) за научные заслуги Мамедов Захид Фаррух оглы награжден орденом  I степени.
Приказом №11927 Министерства образования от 27.09.2011 года был награжден Почетной грамотой Министерства образования АР.
27.04.2015 года был награжден нагрудным знаком «Почетный работник высшего профессионального образования» (приказ Министра Образования Азербайджанской Республики № 11/ 347.
Научная деятельность
С 2000 года является членом диссертационного совета UNEC для получения ученой степени кандидата экономических наук, а позже – членом диссертационного совета для получения ученой степени доктора экономических наук.
12 декабря 2006 года был награжден дипломом за выступление на конференции, проведенной Главным управлением по г. Санкт-Петербург Центрального банка РФ совместно с Ассоциацией российских банков на тему «Инфекционный характер банковского кризиса» (за выступление с оригинальной темой).
4- 6 апреля 2007 года З.Мамедов был участником XVIII  съезда Ассоциации российских банков и его интервью о банковской системе Азербайджана была опубликована в официальном органе АРБ – журнале “Национальный банковский журнал”.
Распоряжением Президиума НАН АР от 29.01.2009-года (№ 16), был назначен координатором «рабочей группы», состоящей из ученых-экономистов. Решением Республиканского Совета организации и координирования научных исследований  от 22 декабря 2009–го года (№ 6/4), был назначен членом проблемного совета по экономике.
З.Ф.Мамедов является членом международного научного совета журнала “Öngörü”, который является органом Турецкого аналитического центра стратегических исследований Азии и   редакционной коллегии международного научного издания  «Вестник Финансовой Академии» при Правительстве РФ.
Выступает  экспертом в различных телепрограммах, на темы макроэкономической политики (более 1000 выступлений и интервью).
Решением Президиума ВАК при Президенте АР, от 30.05.2008 года (протокол № 10-R), был назначен членом экспертного совета по экономическим наукам (по специальности 08.00.10. – «Финансы, денежное обращение, кредит»).
Повторно был назначен членом экспертного совета на основании протокола № 02-R Президиума ВАК от 06.02.2009 года, и решением (протокола №04-R) Президиума ВАК от 19.02.2010 года был назначен заместителем председателя экспертного совета.
Членство в международных профессиональных организациях и в составе редакционной коллегии научных публикаций
1. «Ассоциация научных редакторов и издателей (АНРИ)»  https://rasep.ru/chleny-assotsiatsii/fizicheskie-litsa
2. Вольное экономическое общество России (ВЭО России) , член  международного комитета (http://veorus.ru/mezhdunarodnyy-komitetveo-rossii/)
3. член Всероссийской Ассоциации «Новая экономическая ассоциация (НЭА)»  https://www.econorus.org/members.phtml
4.  член Российского профессорского собрания. http://profsobranie.ru
Членство в составе редакционной коллегии научных публикаций
1. «Проблемы современной экономики» Евразийский международный научно-аналитический журнал. http://www.m-economy.ru/index.php?nMiscNum=12
2. Экономика и управление: проблемы, решения.  http://www.sciencelib.info/eiu_ec.html
3. Белорусский экономический Ежеквартальный научно- практический журнал http://bem.bseu.by/index.html
4. "Научный результат. Экономические исследования" НИУ "БелГУ
5. «Диалог: политика, право, экономика» // Международный научно-аналитический журнал // Межпарламентской Ассамблеи СНГ https://iacis.ru/mainevents/dialog_magazine/
6. "Вестник Евразийской науки" Издательство "Мир науки" izd-mn.com
Автор более 140 научных работ, 80 из которых опубликованы за рубежом. 10 монографий, 3 учебника.  Под его руководством защитились 1 доктор и 5 кандидатов наук.
Профессорская деятельность в престижных международных университетах
1. Университет « ISIK» Ишик ТР (http://www.isikun.edu.tr/akademik/iktisadi-idari-bilimlerfakultesi/iktisadi-idari-bilimler-fakultesi/akademik-kadro)
2.Профессор в Белорусском государственном экономическом университете мelarus Dövlət iqtisad universitetində professor( По приказу(161.2.2018.) ректораUNEC http://bseu.by/russian/news/201812272.htm
3.Профессор в университете Сакария(приказ №44.2.2019)

### Избранные научные труды
1. Zahid Farrux Mamedov. Inflasyon, faiz ve doviz kuru arasindaki iliskileri. — Istanbul., 1998. — 400 с. (недоступная ссылка)
2. З.Ф. Мамедов. Анатомия финансового кризиса. — СПб.: СПбГУ, 2005. — 322 с.
3. З.Ф. Мамедов. Влияние кризиса на логику реформирования банковской системы. — СПб.: СПбГУЭФ, 2005.
4. З.Ф. Мамедов. Основные тенденции развития денежно – кредитной системы Азербайджана. — Центральная Евразия: национальные валюты. — Стокгольм, 2008.
5. З.Ф. Мамедов. Роль кризиса в реформировании банковской системы Турции. — Журнал "Деньги и кредит". — 2005. — С. 57-62.
6. З.Ф. Мамедов. Роль кризиса в реформировании банковского сектора стран формирующихся рынков. — Журнал «Финансы и кредит», 10(250). — 2007. (недоступная ссылка)
7. З.Ф. Мамедов. Современные позиции и роль иностранного капитала в банковском секторе России после кризиса. — Журнал «Экономика и управление». — 2007. (недоступная ссылка)
8. З.Ф. Мамедов. Основные тенденции развития денежно – кредитной системы Азербайджана. — Журнал «Финансы и кредит». — 2008.
9. З.Ф. Мамедов. Экспансия российского  банковского капитала в других странах СНГ и присутствие их банков на рынке РФ. — Кавказ, Глобализация. — СПбГУ, 2005. — Т. 2, выпуск 1. — С. 67- 81. (недоступная ссылка)
10. З.Ф. Мамедов. Банковская система Азербайджана. — Журнал «Мировая экономика и международные отношения». — 2008.
11. З.Ф. Мамедов. Посткризисная модернизация банковской системы Турции. — Журнал «Деньги и кредит». — 2009.
12. З.Ф. Мамедов. Банковская система Турецкой Республики. — Журнал «Экономика и управление». — 2009.
13. З.Ф. Мамедов. Структурная перестройка банковской системы Турции после кризиса. — «Вестник Финансовой Академии». — 2010. (недоступная ссылка)
14. З.Ф. Мамедов. Степень долларизации и евроизации российской экономики. — «Валютные проблемы инновационного развития экономики России». — Финансовая Академия при Правительстве Российской Федерации, 2008. Архивировано 4 марта 2016 года.
15. Zahid Farrux Mamedov. Küresel dalgalanmalar ve finans sektörüne yansımaları. — Türkiyə Cümhüriyyəti Marmara Üniversitesi Bankacılık və Sigortacılık Yüksəkokulu, 2008.
16. З.Ф. Мамедов. Влияние кризиса на реформирование банковского сектора Турции. — Первый Российский экономический конгресс (РЭК-2009). Москва,  с 7 по 12 декабря 2009 года в помещениях Московского государственного университета им. М.В. Ломоносова под эгидой Новой экономической ассоциации (НЭА) и Секции экономики Отделения общественных наук РАН, 2009.
17. З.Ф. Мамедов. Антикризисная  деятельность Центрального Банка Азербайджана в условиях глобального финансового кризиса. — Финансовая Академия при Правительстве Российской Федерации, 2010.
18. Zahid Fərrux Məmmədov. Qlobal maliyyə böhranı və dövlət idarəçilik  sistemində antiböhran siyasət: ümümi problemlər və fərqli yanaşmalar. — «Qlobal maliyyə böhranı və dövlət idarəçilik  sistemində antiböhran siyasəti: dünya təcrübəsi və Azərbaycan modeli». — Azərbaycan Respublikasının Prezidenti yanında Dövlət İdarəçilik Akademiyası, 2010.